# Hyalinobatrachium orientale
Hyalinobatrachium orientale är en groddjursart som först beskrevs av Juan A. Rivero 1968.  Hyalinobatrachium orientale ingår i släktet Hyalinobatrachium och familjen glasgrodor. IUCN kategoriserar arten globalt som sårbar. Inga underarter finns listade i Catalogue of Life.